# Darlingtonia californica
Darlingtonia californica /dɑːrlɪŋˈtoʊniə kæl[invalid input: 'ɨ']ˈfɔːrn[invalid input: 'ɨ']kə/, còn gọi là Nấp ấm California, Loa kèn hổ mang hay Cây hổ mang là một loài thực vật có hoa ăn thịt, thành viên duy nhất của chi Darlingtonia trong họ Sarraceniaceae. Nó là loài bản địa Bắc California và Oregon, phát triển trong đầm lầy và nước lạnh chảy rỉ ra.
Tên Loa kèn hổ mang bắt nguồn từ sự tương đồng của lá hình ống của nó với một con rắng hổ mang lồng lên, hoàn chỉnh với một lá chia hai - từ vàng tới tía-lục- tương tự như những chiếc răng nanh hoặc lưỡi của một con rắn.
Cây được phát hiện vào năm 1841 bởi nhà thực vật học William D. Brackenridge ở Mount Shasta. Năm 1853 nó được mô tả bởi John Torrey, người đã đặt tên chi Darlingtonia sau nhà thực vật học Philadelphian William Darlington (1782-1863).

## Hình ảnh

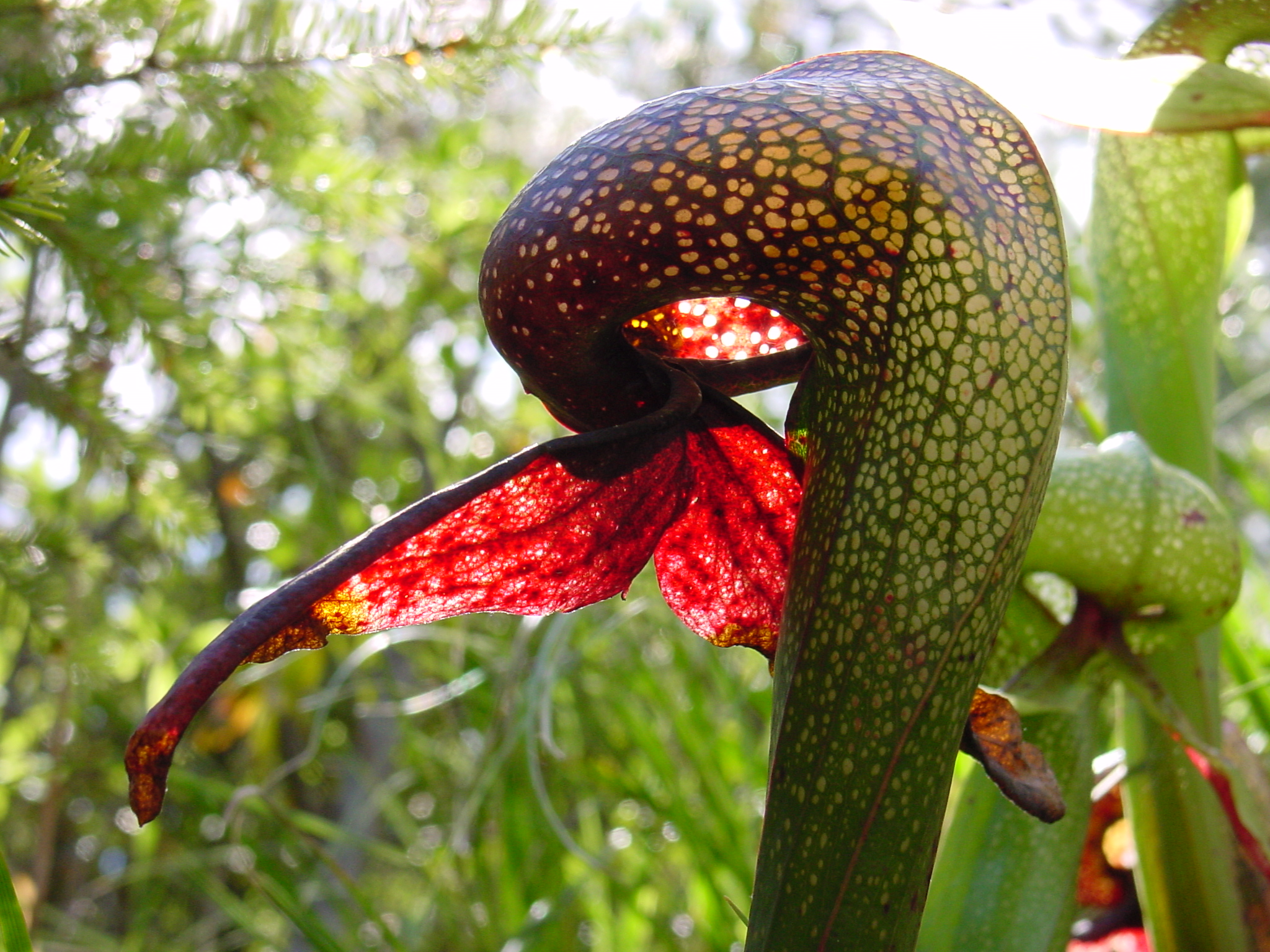
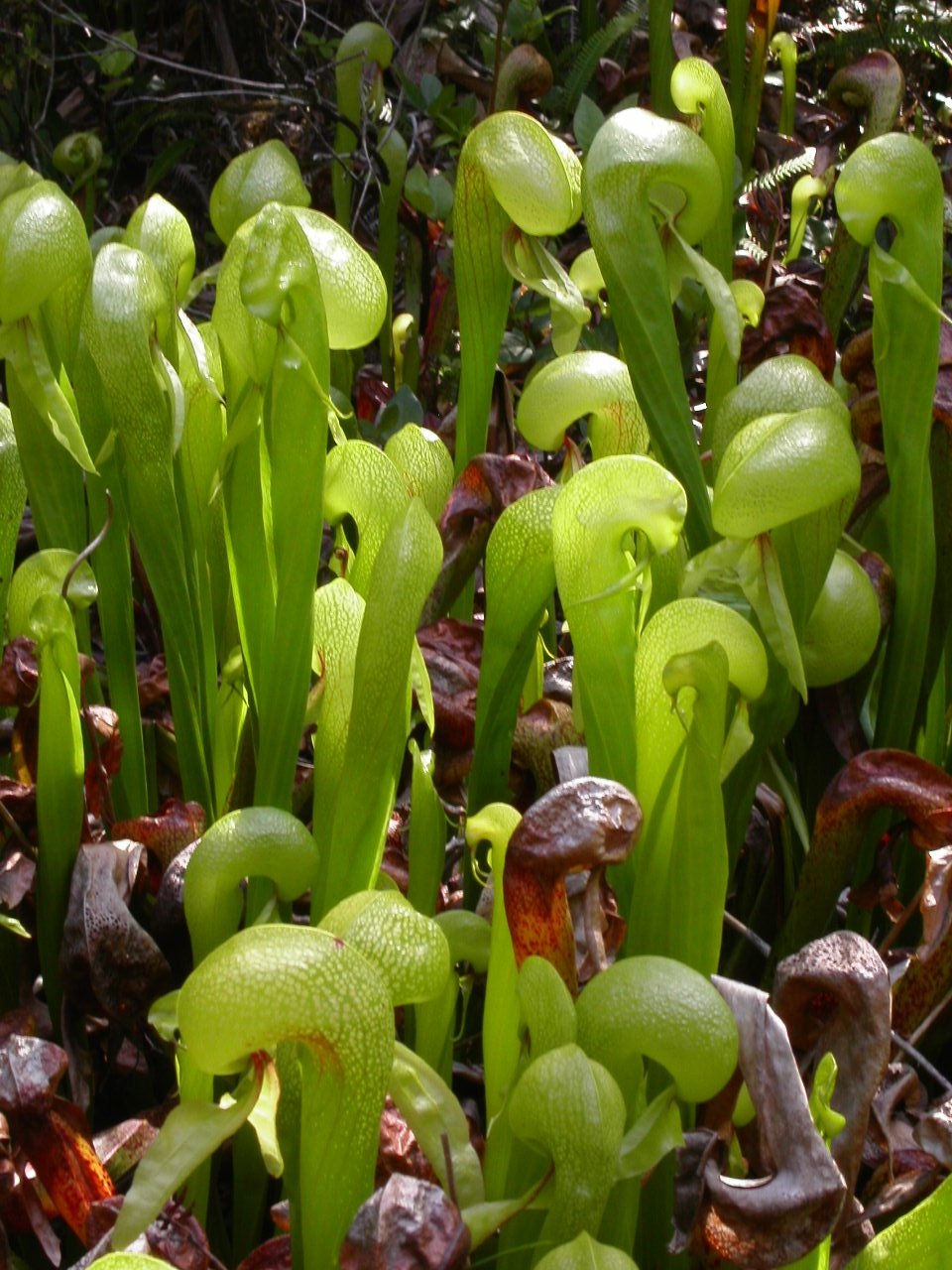
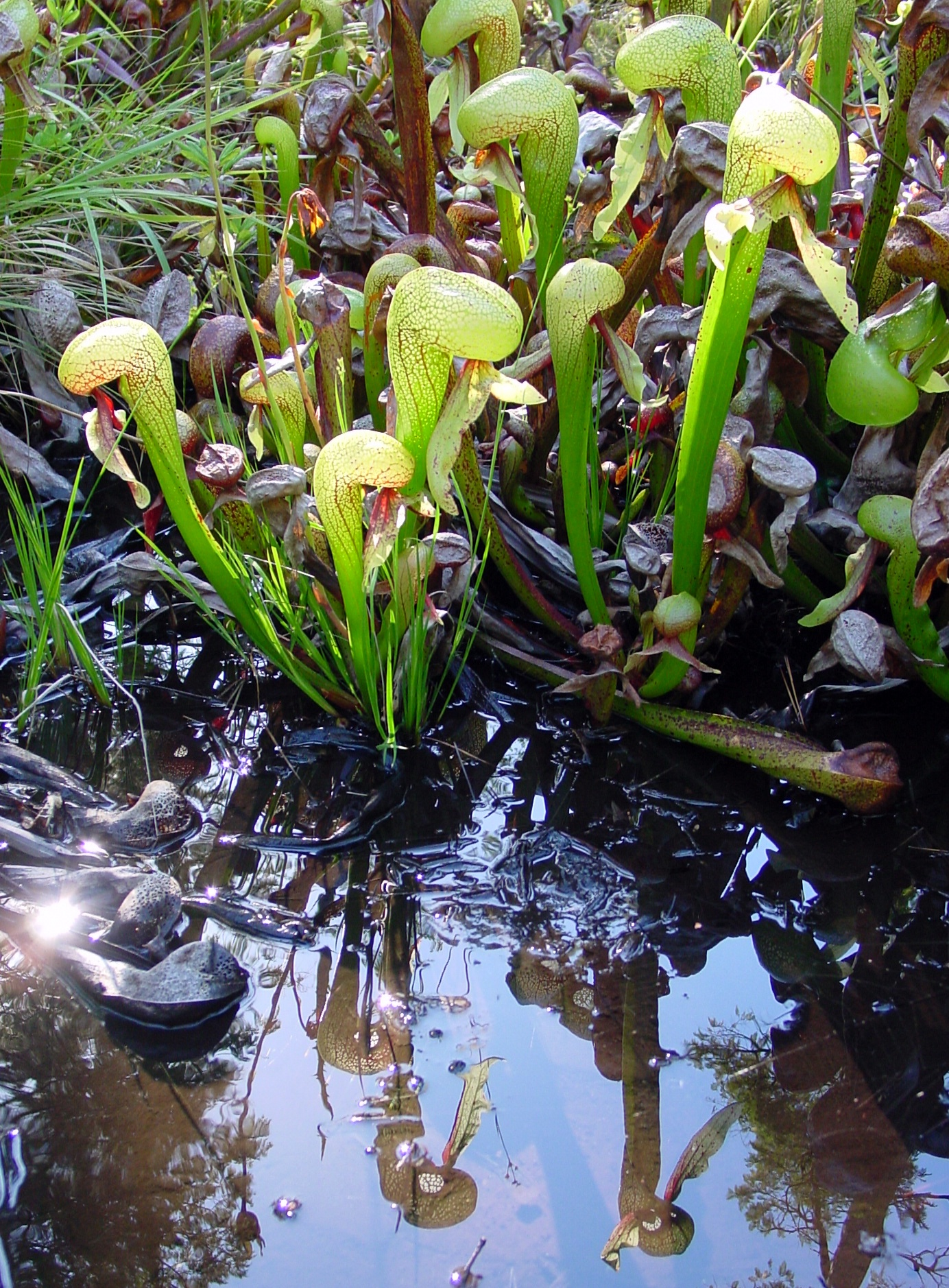
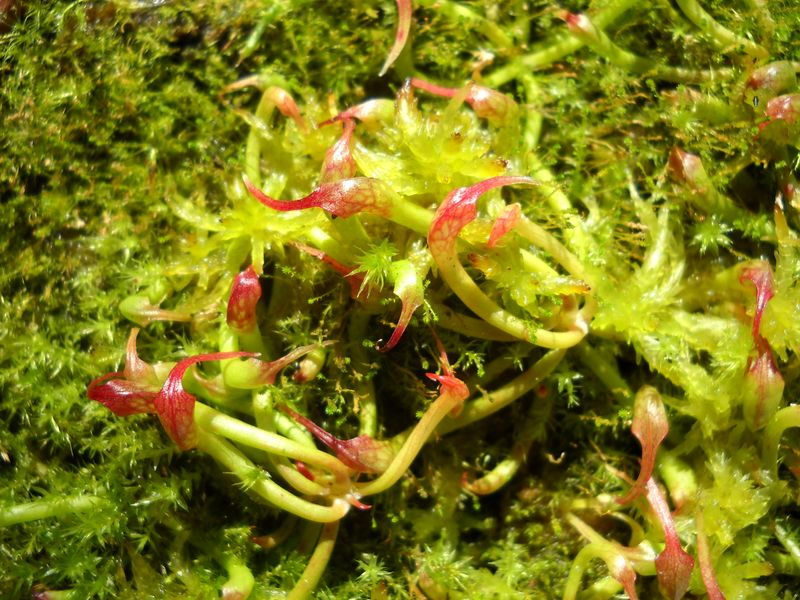